# 라이트급 (종합격투기)
라이트급(Lightweight)은 단체에 따라 다양한 체급을 가리킨다.
- 로드 FC의 라이트급은 70 kg (155 lb) 이하의 체급이다.
- UFC의 라이트급은 66 ~ 70 kg (146 ~ 155 lb)의 체급이다.
- 원 챔피언십의 라이트급은 75 kg (165.3 lb) 이하의 체급이다.

## 설명
라이트급은 페더급과 웰터급 사이의 체급이다. 체급 표준화로 인해 많은 미국의 종합격투기 웹사이트가 66 ~ 70 kg (146 ~ 155 lb)을 라이트급으로 여기고 있다. 네바다 중 체육 위원회가 정한 라이트급 체중 상한은 70 kg (155 lb)이다.

## 프로페셔널 챔피언

### 현재 챔피언
이 표는 항상 최신이 아니다. 마지막 업데이트 날짜는 2024년 3월 15일이다.
| 단체         | 벨트 획득일      | 챔피언           | 기록              | 방어 횟수 |
| ------------ | ---------------- | ---------------- | ----------------- | --------- |
| 로드 FC      | 2014년 8월 17일  | 권아솔           | 21-10 (11KO 3SUB) | 2         |
| UFC          | 2022년 10월 22일 | 이슬람 마카체프  | 25-1 (5KO)        | 2         |
| 벨라토르 MMA | 2017년 6월 24일  | 브렌트 프리머스  | 8-0 (2KO 4SUB)    | 0         |
| 원 챔피언십  | 2017년 11월 10일 | 마틴 뉴엔        | 10-1 (7KO 3SUB)   | 0         |
| KSW          | 2016년 5월 27일  | 마테우시 갬롯    | 13-0 (4KO 3SUB)   | 2         |
| 타이탄 FC    | 2017년 12월 15일 | 루이스 폴 고메즈 | 6-1 (3KO 1SUB)    | 0         |

## 같이 보기
- 로드 FC 챔피언 목록

## 참조
1. ↑  “Nevada Revised Statutes: CHAPTER 467 - UNARMED COMBAT”. 《http://www.leg.state.nv.us》 (영어). 2007년 2월 20일에 확인함. |work=에 외부 링크가 있음 (도움말)